# Крајпуташ у Срчанику
 Крајпуташ у Срчанику (Општина Горњи Милановац) налази се на путу Горњи Милановац -Таково, на великој окуци у Срчанику. Споменик је 1937. године подигнут Крсти Поњавићу из Клатичева, који је на овом месту погинуо као цивил током Првог светског рата.

## Опис споменика
Крајпуташ је у облику складно профилисане плоче која се завршава једнокраким крстом. Исклесан је од сивог пешчара. Димензије износе 125х35х12 cm. Са предње стране, изнад епитафа, уклесан је крст. Полеђина споменика је празна.
Споменик је поправљен малтером по средини, укосо, због чега је натпис делом нечитак.